# Грин (округ, Алабама)
Грин (англ. Greene County) — округ в штате Алабама, США. Население по переписи 2020 года — 7730 человек.  Административный центр — Юто.
Образован 13 декабря 1819 года. Получил своё название в честь генерала Натаниэля Грина.

## География
По данным Бюро переписи США, общая площадь округа равняется 1709 км², из которых 1676 км² составляет суша и 33 км² — водные объекты (1,93 %).
Расположен в западной части штата, в пределах примексиканской низменности. Река Томбигби протекает вдоль западной границы округа, а её приток, река Сипси, протекает вдоль северной границы. Река Блэк-Уорриор протекает вдоль восточной границы, пока не впадает в Томбигби в Демополисе, округ Маренго. В 1958 году на реке возвели плотину. Магистраль  — основная транспортная артерия округа, соединяющая его восточную и западную части. Муниципальный аэропорт Юто — единственный воздушный узел Грина.

### Климат
Для округа характерен умеренный климат. Количество осадков обильное и, как правило, равномерно распределяется в течение всего года. Лето довольно продолжительное. Тёплая погода наблюдается в период с мая по сентябрь. Летние месяцы характеризуются частными грозами, которые в среднем случаются раз в три дня. В начале сентября наступает бабье лето. В ноябре начинают ощущаться первые заморозки. В осенний период осадки нечастые, влажность низкая, а экстремальные температуры редки. Зимы прохладные и довольно короткие. Снегопады случаются редко. Сильные штормы, включая торнадо, время от времени обрушиваются на регион в весенний период. Средняя влажность колеблется от 50 % в мае и октябре до 60 % в январе.
| Показатель                    | Янв. | Фев. | Март | Апр. | Май | Июнь | Июль | Авг. | Сен. | Окт. | Нояб. | Дек. | Год  |
| ----------------------------- | ---- | ---- | ---- | ---- | --- | ---- | ---- | ---- | ---- | ---- | ----- | ---- | ---- |
| Абсолютный максимум, °C       | 20   | 21   | 25   | 28   | 32  | 37   | 37   | 37   | 36   | 29   | 23    | 20   | 29   |
| Средний суточный максимум, °C | 13   | 15   | 20   | 24   | 29  | 32   | 33   | 33   | 31   | 25   | 19    | 14   | 24   |
| Средняя температура, °C       | 7    | 9    | 13   | 18   | 22  | 26   | 27   | 27   | 24   | 18   | 12    | 8    | 18   |
| Средний суточный минимум, °C  | 2    | 3    | 7    | 11   | 16  | 20   | 21   | 21   | 18   | 11   | 5     | 2    | 11   |
| Абсолютный минимум, °C        | −6   | −3   | 2    | 8    | 12  | 17   | 19   | 19   | 15   | 5    | 1     | −3   | 7    |
| Норма осадков, мм             | 135  | 131  | 151  | 126  | 107 | 94   | 126  | 93   | 81   | 69   | 99    | 131  | 1345 |
| Источник: НЦЭИ                |      |      |      |      |     |      |      |      |      |      |       |      |      |

## История
Образован 13 декабря 1819 года решением Генеральной ассамблеи территории Алабама из земель, переданных в 1816 году федеральному правительству племенем чокто по договору Форт-Сент-Стивенса. В 1867 году от округа была отделена примерно половина площади, находившаяся в его восточной части, — новообразованный округ получил название Хейл. Первым административным центром Грина стал Эри — в настоящее время город-призрак, расположенный на берегу реки Блэк-Уорриор. Из-за частых наводнений и распространения жёлтой лихорадки в 1838 году центр округа был перенесён в город Юто. Период, предшествовавший Гражданской войне, принято считать «золотой» эрой города, выполнявшего функции торгового и юридического центра Чёрного пояса. Первое здание суда, возведённое в 1838 году, сгорело в 1868 году. В 1993 году было построено современное здание суда округа Грин.
Во время американо-мексиканской войны Юто выделил роту добровольцев. В июне 1846 года дружина, имевшая название «Юто Рейнджерс» (англ. Eutaw Rangers), вышла из Мобила, впоследствии приняла участие в осаде Веракруса. Во время Гражданской войны местный юрист Стивен Хейл был назначен губернатором Эндрю Муром на должность временного комиссара Алабамы. Хейл отправился в Кентукки, пытаясь убедить пограничный штат присоединиться к войскам Юга, а позже представлял свой округ в Конгрессе КША. Убит в сражении при Гейнс-Милл в 1862 году. В послевоенные годы округ находился в упадке, в результате к началу XX века он стал одним из беднейших в штате. Подавляющее большинство рабочих занимались издольщиной. Во времена движения за гражданские права афроамериканские жители устраивали забастовки на предприятиях Юто, в городе проходили массовые манифестации.

## Население
По переписи населения 2020 года в округе проживало 7730 жителей. Плотность населения — 4,61 чел. на один квадратный километр. Расовый состав населения: чёрные или афроамериканцы — 80,56 %; белые — 16,62 %; испаноязычные или латиноамериканцы — 0,79 % и представители других рас — 2,03 %.

## Орган власти
Управляется специальной комиссией, подконтрольной законодательному собранию штата. Состоит из пяти представителей. Выборы проходят раз в четыре года.

## Экономика
Крупнейшим работодателем округа является компания «WestRock, специализирующаяся на производстве упаковочного материала, в которой трудятся порядка 200 человек.
По данным переписи 2020 года, средний годичный доход домохозяйства составляет 26 688 долл., что на 50,5 % ниже среднего уровня по штату и на 58,94 % ниже среднего по стране. По состоянию на август 2022 года, уровень безработицы в округе составил 5,3 %.

## Образование
Система образования округа Грин состоит из одной частной и пяти государственных школ.

## Транспорт
Через округ проходят следующие крупные автодороги:
- автомагистраль I-20
- автомагистраль I-59
- федеральная трасса U.S. Route 11
- федеральная трасса U.S. Route 43
- трасса Alabama State Route 14
- трасса Alabama State Route 39

## Культура и достопримечательности
Водохранилище Уорриор занимает площадь в 8580 акров. На близлежащей местности созданы условия для ловли краппи, леща, большеротого и полосатого окуня, а также для кемпинга и охоты. Река Томбигби популярна среди рыболовов, а её приток Сипси — среди каноистов. 
В округе расположено 39 исторических объектов, внесённых в Национальный реестр исторических мест, в том числе особняк Кирквуд, построенный в 1860 году в неогреческом стиле. Каждый октябрь Историческое общество округа Грин проводит «паломничество» в Юто, включающее в себя экскурсию по старинным домам, церквям и исторической площади перед зданием суда. Ежегодно в августе административный центр округа принимает фестиваль Black Belt Roots Festival, на котором представлены живой блюз и госпел-музыка, поделки, одеяла ручной работы.